# Чорний Мис
Чорний Мис (рос. Чёрный Мыс) — село у складі Комсомольського району Хабаровського краю, Росія. Входить до складу Ягодненського сільського поселення.

## Населення
Населення — 198 осіб (2010; 233 у 2002).
Національний склад (станом на 2002 рік):
- росіяни — 81 %